# Furth an der Triesting
Furth an der Triesting là một thị trấn ở huyện Baden trong bang Niederösterreich ở nước Áo. Đô thị này có diện tích 64,24 km², dân số năm 2001 là 819 người.